# Józef Krysakowski
Józef Aleksander Krysakowski (ur. 13 marca 1871 w Jasience, zm. ?) – doktor medycyny, pułkownik lekarz Wojska Polskiego.

## Życiorys
Urodził się 13 marca 1871 w Jasience. Ukończył studia medycyny. Uzyskał tytuł naukowy doktora. W 1901 roku rozpoczął zawodową służbę wojskową w cesarsko-królewskiej Obronie Krajowej. Został wcielony do Pułku Strzelców Krajowych Innsbruck Nr 1 w Innsbrucku. W następnym roku został przeniesiony do Pułku Piechoty Obrony Krajowej Nr 22 i pełnił w nim służbę w kolejnych szesnaście lat. W międzyczasie wziął udział w mobilizacji sił zbrojnych Monarchii Austro-Węgierskiej, wprowadzonej w związku z wojną na Bałkanach, a następnie walczył w szeregach pułku (od 1917 – Pułk Strzelców Nr 22) w trakcie I wojny światowej.
W czasie służby w c. k. Obronie Krajowej awansował na kolejne stopnie: starszego lekarza (niem. Oberarzt) ze starszeństwem z 1 maja 1901, lekarza pułku 2. klasy (niem. Regimentsarzt 2. Klasse) ze starszeństwem z 1 listopada 1903, lekarza pułku 1. klasy (niem. Regimentsarzt 1. Klasse) w 1906 ze starszeństwem z 1 listopada 1903 oraz lekarza sztabowego (niem. Stabsarzt) ze starszeństwem z 1 maja 1916.
Po odzyskaniu przez Polskę niepodległości w 1918 wstąpił do Wojska Polskiego. Mianowany pułkownikiem lekarzem. W latach 1922–1927 był przydzielony do Szpitala Okręgowego Nr V w Krakowie na stanowisko komendanta, pozostając oficerem nadetatowym 5 batalionu sanitarnego. Z dniem 1 sierpnia 1927 został mu udzielony dwumiesięczny urlop, a z dniem 30 września tego roku został przeniesiony w stan spoczynku. W 1928 mieszkał w Krakowie. W 1934 roku pozostawał w ewidencji Powiatowej Komendy Uzupełnień Poznań Miasto. Posiadał przydział do Kadry Zapasowej 7 Szpitala Okręgowego w Poznaniu.

## Ordery i odznaczenia
- Krzyż Oficerski Orderu Odrodzenia Polski (2 maja 1923)[17][18]
- Krzyż Rycerski Orderu Franciszka Józefa z dekoracją wojenną (Austro-Węgry, 1916)[19][11]
- Signum Laudis Brązowy Medal Zasługi Wojskowej na wstążce Krzyża Zasługi Wojskowej (Austro-Węgry)[11]
- Brązowy Medal Jubileuszowy Pamiątkowy dla Sił Zbrojnych i Żandarmerii (Austro-Węgry)[8]
- Krzyż Jubileuszowy Wojskowy (Austro-Węgry)[20]
- Krzyż Pamiątkowy Mobilizacji 1912–1913 (Austro-Węgry)[20]